# Jim Lehrer

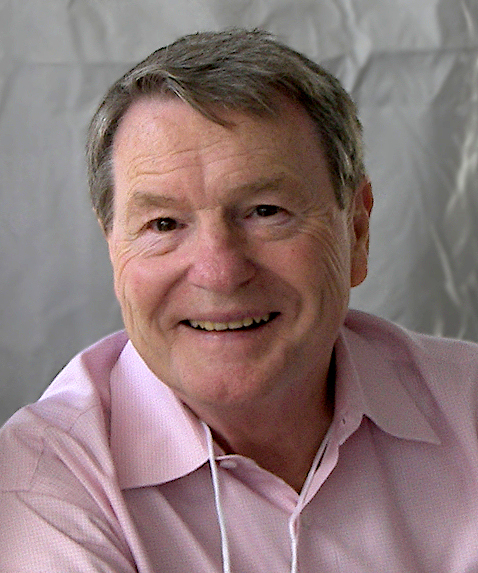
James Charles Lehrer (2007)

James Charles „Jim“ Lehrer (* 19. Mai 1934 in Wichita, Kansas; † 23. Januar 2020 in Washington, D.C.) war ein US-amerikanischer Journalist und Nachrichtensprecher des Fernsehsenders Public Broadcasting Service (PBS). Ab 1970 war er Anchorman, zunächst für einen lokalen Sender in Dallas, Texas, ab 1973 beim nationalen Public Broadcast Service. Ab 1975 wurden seine immer wieder weiterentwickelten Nachrichtenformate nach ihm benannt.
Er galt als besonders neutral und unabhängig, als guter Interviewer und wurde als dean of moderators (etwa „Doyen der Moderatoren“) bezeichnet. Von 1988 bis 2012 moderierte er zunächst alleine, später im Team alle TV-Duelle im Präsidentenwahlkampf. 2016 war er Vorstandsmitglied der Commission on Presidential Debates, die die Fernsehdebatten organisiert.
1991 wurde Lehrer in die American Academy of Arts and Sciences gewählt, 1999 wurde ihm vom National Endowment for the Humanities die National Humanities Medal verliehen. Lehrer war auch als Schriftsteller tätig; er verfasste Sachbücher, Romane, Dramen und mehrere Autobiografien.

## Schriften (Auswahl)
- Tension City: Inside the Presidential Debates, from Kenney-Nixon to Obama-McCain. Random House, New York 2014, ISBN 978-0-679-60351-1.
- Eureka. Random House, 2007, ISBN 1-4000-6487-2
- The Phony Marine. Random House, 2006, ISBN 1-4000-6486-4
- The Franklin Affair. Random House, 2005, ISBN 1-4000-6198-9
- False Moves. Random House, 2005, ISBN 1-4000-6198-9
- Flying Crows: A Novel. Random House, 2004, ISBN 1-4000-6197-0
- mit John C. Waugh: 20 Good Reasons to Study the Civil War. McWhiney Foundation Press, 2004, ISBN 1-893114-46-5
- No Certain Rest. Random House, 2002, ISBN 0-375-50372-2
- The Special Prisoner. Random House, 2000, ISBN 0-375-50371-4
- Purple Dots. Random House, 1998, ISBN 0-679-45237-0
- The Last Debate. Random House, 1997, ISBN 0-517-17761-7
- White Widow. Random House, 1996, ISBN 0-679-45236-2
- Fine Lines. Random House, 1995, ISBN 0-517-16435-3
- Blue Hearts. Random House, 1993, ISBN 0-679-42216-1
- A Bus of My Own. Putnam, 1992, ISBN 0-399-13765-3
- Short List. Putnam, 1992, ISBN 0-399-13665-7
- Lost and Found. Putnam, 1991, ISBN 0-399-13601-0
- The Sooner Spy. Putnam, 1990, ISBN 0-399-13536-7
- Crown Oklahoma. Putnam, 1989, ISBN 0-399-13434-4
- Kick the Can. Putnam, 1988, ISBN 0-399-13350-X
- We Were Dreamers. Atheneum, 1975, ISBN 0-689-10693-9

## Filmographie
- 1969: Viva Max!
- 2000: Gnadenloses Duell